# Clark County, Missouri
Clark County är ett administrativt område (county) i delstaten Missouri, USA, med 7 139 invånare. Den administrativa huvudorten (county seat) är Kahoka. 

## Geografi
Enligt United States Census Bureau har countyt en total area på 1 326 km². 1 314 km² av den arean är land och 12 km² är vatten. 

### Angränsande countyn
- Van Buren County, Iowa - nordväst
- Lee County, Iowa - nord
- Hancock County, Illinois - öst
- Lewis County - syd
- Knox County - sydväst
- Scotland County - väst

### Orter
- Alexandria
- Kahoka (huvudort)
- Luray
- Revere
- St. Francisville
- Wayland
- Wyaconda